# Zaporijjea, Petropavlivka
Zaporijjea (în ucraineană Запоріжжя) este localitatea de reședință a comunei Zaporijjea din raionul Petropavlivka, regiunea Dnipropetrovsk, Ucraina.

## Demografie
Componența lingvistică a localității Zaporijjea
     Ucraineană (86,18%)
     Rusă (12,2%)
     Română (1,63%)
Conform recensământului din 2001, majoritatea populației localității Zaporijjea era vorbitoare de ucraineană (86,18%), existând în minoritate și vorbitori de rusă (12,2%) și română (1,63%).